# Костёл Непорочного Зачатия Пресвятой Девы Марии и монастырь бернардинок (Слоним)
Костёл Непорочного Зачатия Пресвятой Девы Марии и монастырь бернардинок — католический храм и монастырь, расположенные в городе Слоним, Беларусь. Это значимое архитектурное и культурное наследие, представляющее собой пример стиля барокко.

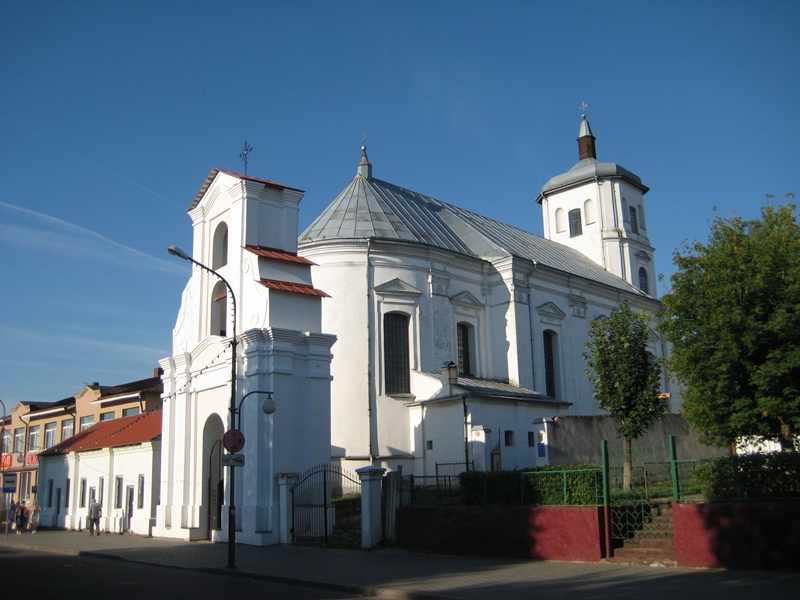
Костёл Непорочного Зачатия Пресвятой Девы Марии и монастырь бернардинок

## История
Костёл Непорочного Зачатия Пресвятой Девы Марии был основан в начале XVII века, когда бернардинцы, католический монашеский орден, получили разрешение на создание монастыря и храма в Слониме. Строительство началось в 1630 году и завершилось в 1645 году. Костёл стал важным центром католической духовной жизни в регионе, привлекая паломников и верующих.
На протяжении веков храм претерпел множество изменений. В XVIII веке, в результате секуляризации и изменений в политической ситуации, монастырь был закрыт. Новый этап в его истории начался в XIX веке, когда церковь была передана католической общине и вновь стала местом проведения богослужений. В советский период храм переживал трудные времена, но после развала СССР и восстановления независимости Беларуси он был возвращён католической общине и вновь начал свою деятельность.

## Архитектура
Костёл Непорочного Зачатия Пресвятой Девы Марии выполнен в стиле барокко, характерном для архитектуры XVII—XVIII веков. Основные черты его архитектуры включают:
Фасад: Фасад храма украшен постепенно расширяющимися плоскостями и декоративными элементами, которые создают эффект динамики и движения. Центральная часть фасада завершается аттиком, что придаёт зданию завершённый вид.
Купол: Здание имеет красивый купол, увенчанный крестом, который выделяется на фоне неба и является знаковым элементом архитектуры.
Интерьер: Внутри костёл отличается богатым декором, включая живопись и скульптуру. Барочные фрески и алтарные реликвии создают атмосферу уюта и святости. Главный алтарь храма украшён изображениями святых и фресками, которые привлекают внимание прихожан.
Пристройки и вспомогательные здания: Монастырь бернардинок включает в себя ряд вспомогательных строений, которые также выполнены в стиле барокко и служат для проживания монахинь и организации монашеской жизни.

## Значение
Костёл и монастырь бернардинок в Слониме имеют важное культурное и историческое значение для региона. Они являются не только архитектурными памятниками, но и центрами католической веры. Регулярно здесь проводятся богослужения и различные религиозные мероприятия.